# August Wilhelm Schynse
August Wilhelm Schynse (Wallhausen (bei Bad Kreuznach), 1857. június 21. – Bukumbi (Afrika), 1891. november 18.) német katolikus hittérítő és Afrika-utazó.

## Élete
Bonnban tanulmányozta a teológiát, 1879-ben Speyerben látogatta a papi szemináriumot, 1880-ban pappá szentelték és 1882 szeptemberében mint hittérítő Algériába utazott. 1885-ben a Kongó vidékén utazott és ott a Kasszai torkolatánál a Bunguna állomást alapította. 1889 októberében Emin pasa és Stanleynek a tengerpart felé irányuló expediciójához csatlakozott.
1890-ben Emin pasa nagy expedíciójával Bukumbiba tért vissza és 1891 januárjában a Bukoba-tó délnyugati része felé, továbbá Budduba és Ugandába ment. 1891 március havában megint Bukumbiba érkezett vissza. Mint geográfus érdemeket szerzett magának Schynse az afrikai tavak, különösen a Viktória-Nyanza-tó délnyugati részének kartográfiai meghatározása körül. A Viktória-Nyanza délnyugati része körüli utazását térképpel közli a Petermann-féle Mittheilungen (1891, 219. oldal).

## Művei
- Zwei Jahre am Kongo (Köln, 1889)
- Mit Stanley und Emin Pascha durch Deutsch-Ost-Afrika (uo., 1890)

### Magyarul
- Nogely István: Afrikai élet. Schynse Ágoston afrikai hithirdető utazásainak naplójegyzetei után; Berger Ny., Nagyvárad, 1891 (Idegen országok és népek)